# نيلسون نافارو
نيلسون نافارو (بالهولندية: Nelson Navarro)‏ هو موظف مدني هولندي، ولد في 19 يناير 1949.